# Cantiere

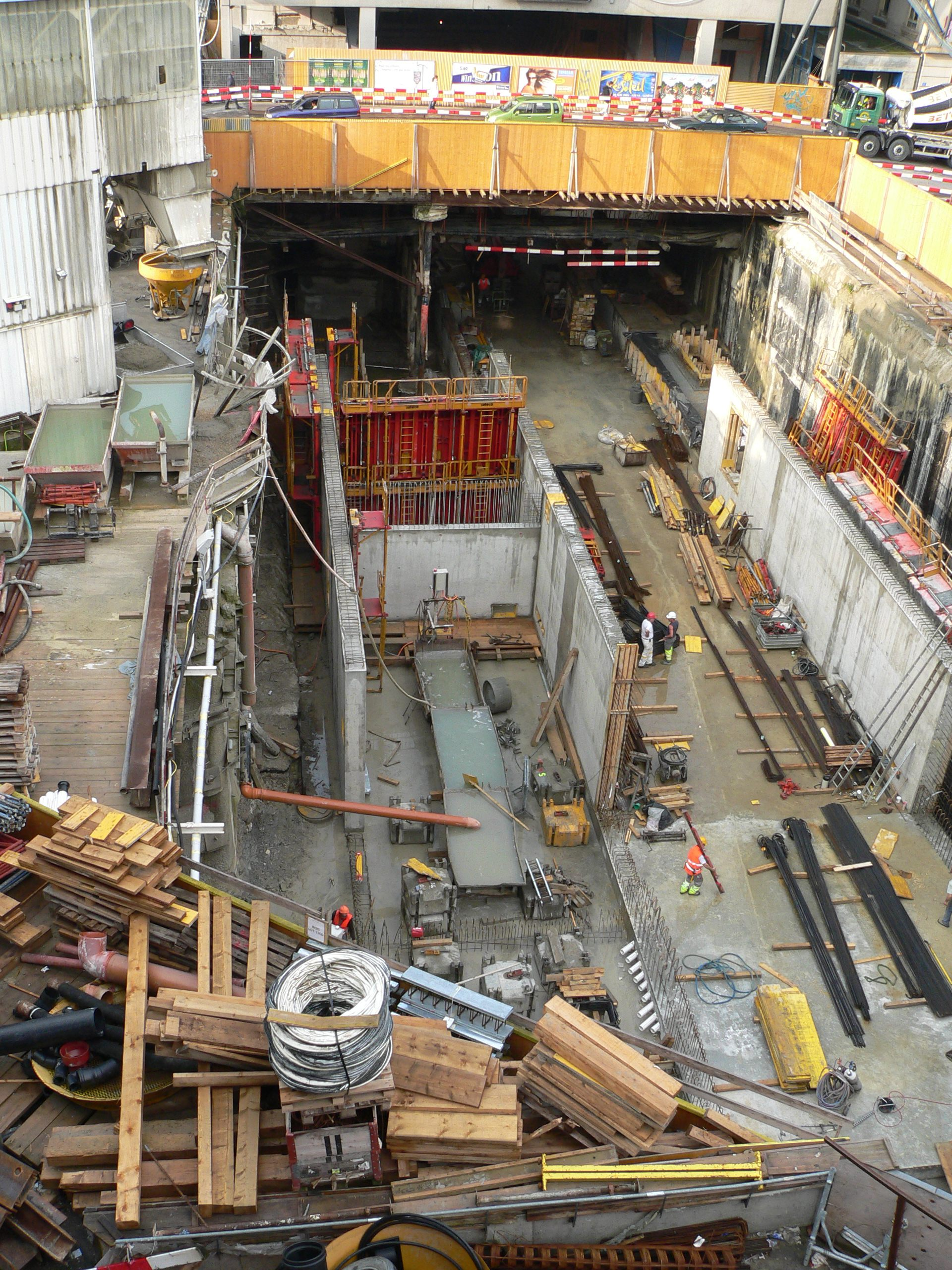
Cantiere per la costruzione di una linea metropolitana a Losanna, in Svizzera

Il cantiere (dal latino cantherius, "cavallo castrato", passato poi a significare "cavalletto di sostegno") è un'area di lavoro temporanea nella quale si svolge la costruzione di un'opera di ingegneria civile o di un fabbricato, o uno scavo archeologico. Un cantiere può essere fisso (ad esempio nella costruzione di un edificio o di una nave) o mobile (come ad esempio nella costruzione di strade, gallerie, ferrovie, ecc.).

## Tipi
Si distinguono vari tipi di cantiere, ed i più noti sono:
- il cantiere edilizio
- il cantiere impiantistico
- il cantiere navale
- il cantiere aeronautico
- il cantiere stradale
- il cantiere archeologico

Dal punto di vista produttivo, il cantiere è un'organizzazione a punto fisso, nel quale cioè il prodotto rimane fermo e sono le attrezzature e le maestranze che si muovono, in contrapposizione a quanto accade nelle organizzazioni per processo o per prodotto.

### Cantiere edilizio

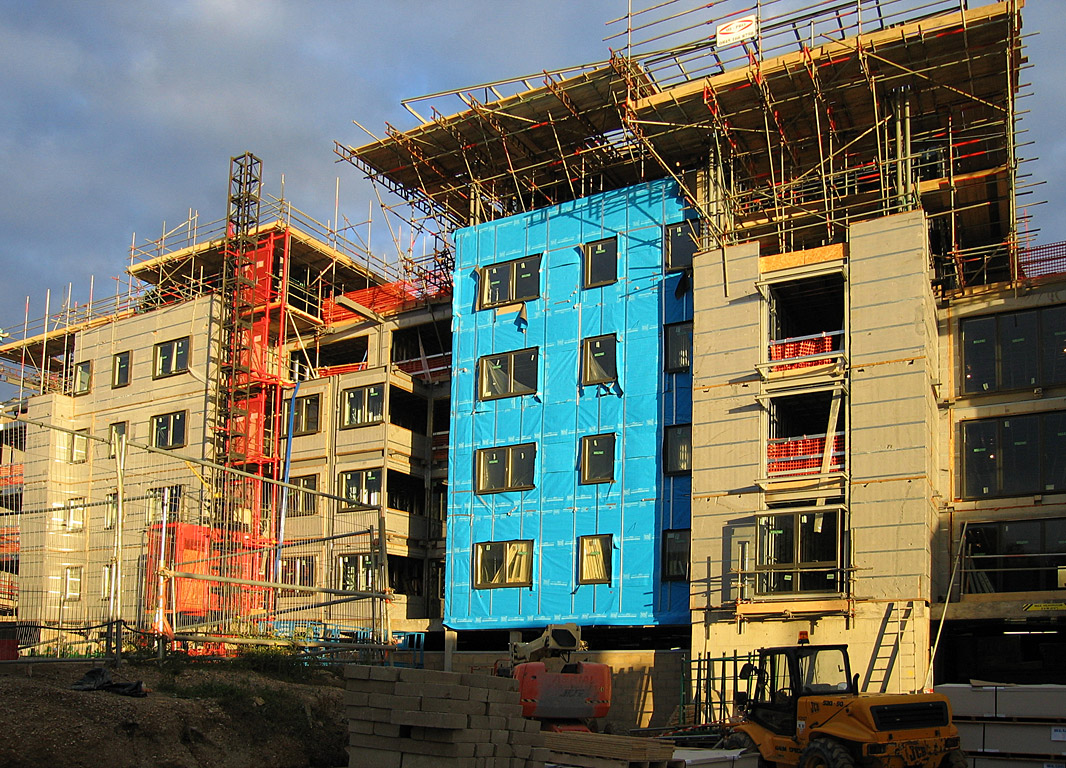
Un cantiere edilizio a Cambridge

È il luogo e l'insieme di impianti, attrezzature, magazzini e uffici in cui si svolgono i lavori edili appartenenti al dominio dell'ingegneria civile. I lavori edili comprendono più in generale:
- opere di manutenzione, riparazione e demolizione;
- opere di conservazione, risanamento e ristrutturazione;
- scavi;
- montaggio e smontaggio di elementi prefabbricati;
- realizzazione di nuovi edifici e/o delle opere civili per le nuove infrastrutture ecc.

Il cantiere edile si distingue dal cantiere speciale.
Il cantiere speciale è un cantiere che per tipologia di lavoro, per attrezzature e manodopera, richiede elevata specializzazione. Esso riguarda:
- le opere di movimento della terra;
- le fondazioni speciali;
- le costruzioni stradali;
- le gallerie;
- le dighe;
- prefabbricazioni per ponti e viadotti.

Particolare attenzione viene rivolta alle macchine edili per ridurne le discontinuità di utilizzazione; con percorsi interni minimi e contemporaneamente agevoli ad autocarri e macchinari.

Il notevole sviluppo dell'edilizia e la conseguente necessità di eseguire rapidamente sia i lavori sia le costruzioni progettate hanno richiesto un uso sempre più diffuso degli elementi prefabbricati.
Il D.Lgs. 81/08 (capo IV) ha introdotto una serie di novità interessanti in materia, appesantendo le responsabilità del Committente in merito alla nomina e alla verifica dell'operato del Coordinatore per la sicurezza nei cantieri in fase di progettazione e di esecuzione (culpa in eligendo e in vigilando).

#### Professioni richieste
Le professioni più tipiche che caratterizzano un cantiere edilizio (in ordine logico nella catena di produzione) sono:
- il direttore dei lavori, rappresenta il committente e si assicura che le indicazioni del progetto vengano attuate correttamente;
- il capocantiere, coordina le attività di cantiere, avvalendosi di capisquadra e di assistenti di cantiere;
- il responsabile per la sicurezza (in Italia: coordinatore della sicurezza in fase di progettazione, redige il Piano di Sicurezza e Coordinamento), si occupa degli aspetti riguardanti la sicurezza e in particolare della prevenzione degli infortuni;
- il carpentiere e il ferraiolo preparano le strutture dei pilastri, delle travi e dei solai;
- i muratori realizzano i muri perimetrali ed i tramezzi interni;
- gli impiantisti realizzano le opere idrauliche, elettriche, di lattoneria nelle varie fasi di lavorazione;
- i pontisti si occupano del montaggio e smontaggio dei ponti di servizio;
- gli operai specializzati per i sottofondi si dedicano alla realizzazione di manti insonorizzanti e massetti;
- i trabuccanti si occupano delle finiture dei muri con intonaco;
- i piastrellisti si occupano delle finiture dei pavimenti con piastrelle o palchetti, e dei muri con piastrelle;
- i serramentisti montano porte e finestre;
- i decoratori verniciano muri, serramenti e arredi;
- i vetrai montano i vetri su porte, finestre e balconi;
- i cartongessisti sono operai specializzati nell'uso del cartongesso o altre lastre e pannelli simili.

(si trascurano altre professioni considerate meno tipiche dei cantieri edili)

### Cantiere impiantistico
La realizzazione di grandi impianti (energetici, chimici, petrolchimici, nucleari, ecc.) presuppone la costruzione in uno spazio limitato di sistemi impiantistici complessi, che perlopiù sono contenuti in diversi edifici e spesso comprendono componenti ingombranti e di difficile trasporto. La realizzazione richiede la presenza simultanea di un grande numero di imprese specialistiche e determina problemi complessi di coordinamento per assicurare la prevista sequenza costruttiva o l'introduzione di modifiche in corso d'opera, tali da ottimizzare il tempo e i costi di realizzazione nonostante il verificarsi di difficoltà impreviste. Il cantiere impiantistico è perciò estremamente complesso ed è normalmente caratterizzato da una sovrapposizione fra progettazione e realizzazione, tanto che i disegni finali dell'opera (gli as built) sono il risultato finale della costruzione.
Il D.Lgs. 81/08 (capo IV) ha introdotto una serie di novità interessanti in materia, appesantendo le responsabilità del Committente in merito alla nomina e alla verifica dell'operato del Coordinatore per la sicurezza nei cantieri in fase di progettazione e di esecuzione (culpa in eligendo e in vigilando).

### Cantiere navale

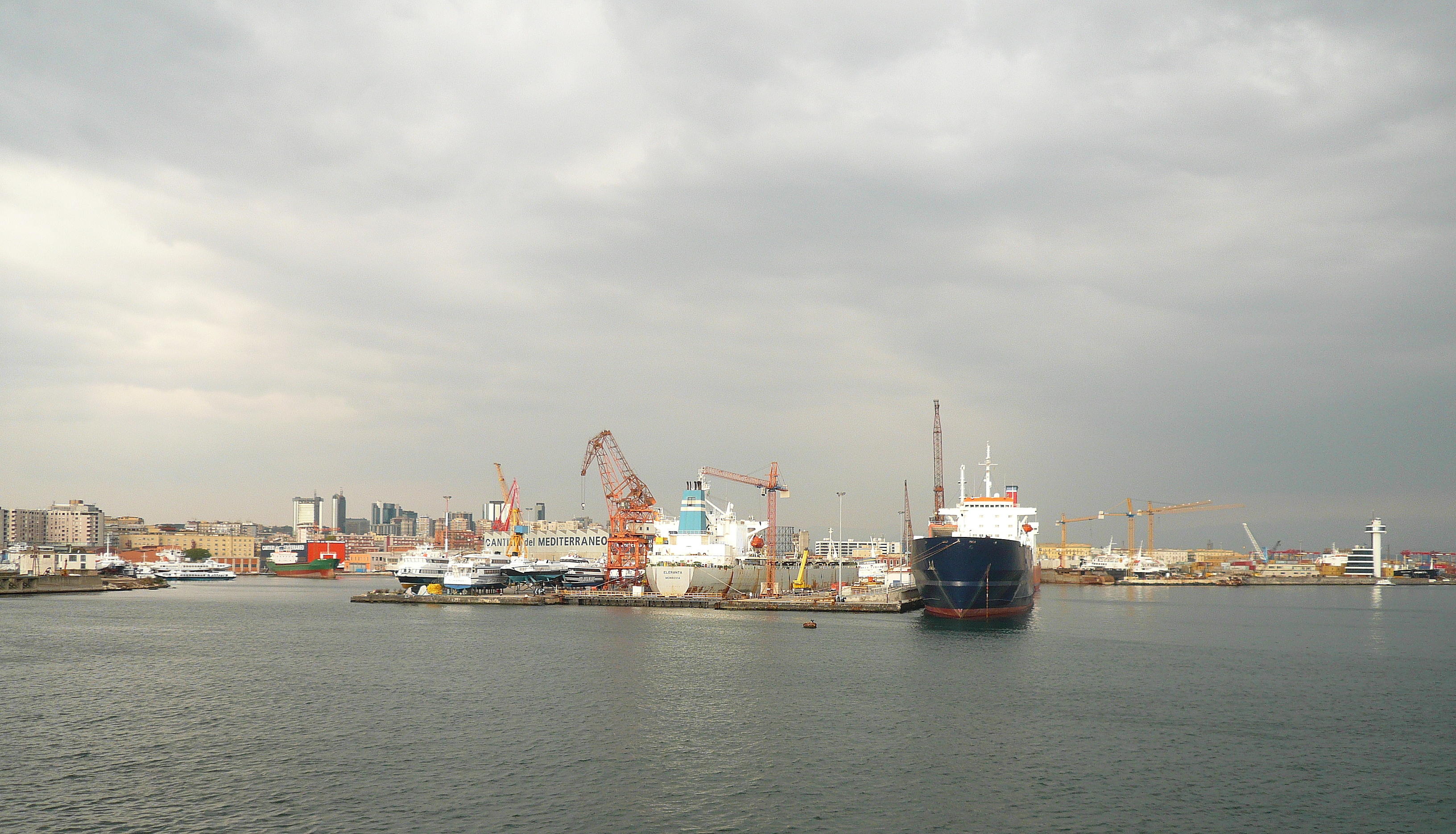
Un cantiere navale

Un cantiere navale viene messo in opera per costruire imbarcazioni di vari tipi. È costituito essenzialmente dalle officine e da uno o più scali o bacini per la costruzione, disposti tenendo conto della direzione delle correnti e dei venti predominanti nello specchio d'acqua antistante, che deve essere abbastanza spazioso affinché la nave possa annullarvi la velocità acquistata nel varo (nel caso di costruzione sulla scalo). 

Le professioni più rilevanti sono quelle dei saldatori, dei carpentieri in ferro, dei meccanici e degli elettricisti.

### Cantiere aeronautico
Costituito di solito da ampi spazi coperti nei quali si dà corpo ai progetti per la costruzione di velivoli civili o militari.

### Cantiere stradale
I cantieri stradali sono aree temporanee allestite per la costruzione, la manutenzione o la riparazione delle infrastrutture stradali. La segnaletica temporanea adottata in questi lavori comprende l'uso di cartelli con fondo giallo per indicare restringimenti di corsia o percorsi alternativi, coni stradali, barriere New Jersey e dissuasori. Inoltre deve essere presente una segnaletica luminosa in condizioni di scarsa visibilità o durante i lavori notturni.
I cantieri stradali si distinguono in due principali categorie:
- Cantiere fisso: si tratta di un cantiere che rimane stabile in una determinata posizione per un periodo prolungato. Questa tipologia è tipica di lavori complessi e di lunga durata, come la costruzione di nuove infrastrutture, il rifacimento completo di una carreggiata o la realizzazione di un ponte.
- Cantiere mobile: questo tipo di cantiere si sposta lungo il tratto stradale interessato dai lavori. È comune per interventi brevi o di manutenzione ordinaria, come la riparazione di buche, la pulizia di fossi o il rifacimento della segnaletica orizzontale. La caratteristica principale è la sua dinamicità, che consente di intervenire su più punti in successione.

La normativa che regola i cantieri stradali in Italia include il Codice della Strada e il D.Lgs. 81/2008, che definiscono gli standard di sicurezza e le modalità di allestimento. A livello europeo, la Direttiva 92/57/CEE stabilisce linee guida per i cantieri temporanei e mobili.

## Fasi di costruzione e gestione dei cantieri
Le fasi di costruzione e gestione di un cantiere rientrano nell'iter progettuale inerente ad una qualsiasi opera edile o di ingegneria civile, per le quali valgono differenti accortezze in relazione alla tipologia di lavoro.

### Programmazione
La prima fase riguarda la programmazione dell'opera che comprende il rilevamento e il soddisfacimento dei bisogni del committente. Quest'ultimo è la figura che promuove e finanzia l'intero intervento, dettando i principi guida, le prestazioni e le varie figure presenti in cantiere. Nella scelta dei professionisti coinvolti (progettista, direttore dei lavori, responsabile dei lavori) e delle imprese esecutrici dell'opera, tiene conto delle qualifiche tecnico-professionali e del criterio economico. Per le imprese, il committente ha l'obbligo di dimostrarne l'idoneità, attraverso la trasmissione della notifica preliminare e del DURC (documento unico di regolarità contributiva) ai vari organi di ispezione e all'amministrazione concedente. Nel caso di lavori pubblici la procedura di affidamento dei lavori, viene indetta dalle amministrazioni mediante bandi di gara, pubblicizzati nelle diverse gazzette ufficiali.

### Progettazione e Pianificazione
Questa fase prevede la progettazione dell'opera, comprendente la definizione delle specifiche tecniche e dei requisiti funzionali. Durante questa fase vengono elaborati i progetti preliminari e definitivi, redatti i calcoli strutturali e ottenuti i permessi di costruzione. La pianificazione include la stima dei costi e delle risorse necessarie (materiali, attrezzature e manodopera) e la redazione di un cronoprogramma per stimare i tempi di esecuzione dei lavori.
L'organizzazione del cantiere, invece rappresenta il momento conclusivo di tutto l'iter progettuale e allo stesso tempo il momento iniziale della realizzazione vera e propria dell'opera. All'interno di questa fase agisce la figura del Coordinatore per la progettazione che si occupa di analizzare tutti i rischi inerenti all'area interna ed esterna al cantiere e di redigere il Piano di Sicurezza e Coordinamento che fornisca tutte le prescrizioni per ridurre e prevenire i rischi per la salute e la sicurezza dei lavoratori. La suddetta documentazione deve essere affiancata da uno o più elaborati grafici, che rappresentino l'assetto e l'organizzazione del cantiere in una planimetria generale definita layout di cantiere. Inoltre, è necessario aggiornare questi elaborati in riferimento all'avanzamento dei lavori e alle variazioni che avvengono nel periodo di esecuzione dell'intervento.

### Allestimento del cantiere
Prima dell'inizio della costruzione vera e propria, è necessario allestire il cantiere. Questa fase include la preparazione della recinzione al fine di regolamentare l'accesso nell'ambiente di lavoro, l'individuazione degli accessi e dei percorsi carrabili e pedonali, la predisposizione dei servizi logistici necessari (uffici, servizi igienici, spogliatoi, magazzini) dotati di impianti idrici, elettrici e di scarico, la collocazione delle postazioni di lavoro e delle aree riservate allo scarico e allo stoccaggio di materiali e rifiuti.

### Esecuzione dell'opera
Una volta preparato il sito, si procede con la fase di esecuzione dell'opera. Questa prevede, in prima istanza, le attività di movimento terra, che possono comprendere scavi di sbancamento, livellamento e preparazione del terreno. Successivamente, si realizzano le fondazioni, che costituiscono la base su cui poggerà l'intera struttura. Le fondazioni possono essere superficiali o profonde, a seconda delle caratteristiche e della tipologia dell'opera. Sono comuni in questo ambito l'utilizzo di macchine come escavatori e autocarri.
Nella fase successiva, nel caso di un'opera edile, si passa alla realizzazione della struttura portante, comprendente pilastri, travi e solai. Vengono realizzati anche i muri di tamponamento esterni ed interni, e si provvede all'installazione dei serramenti (porte e finestre). Parallelamente, si procede con la posa degli impianti elettrici, idraulici e di scarico. Spesso procedendo con i lavori in quota per la realizzazione delle strutture portanti, delle pareti e specialmente delle coperture, è necessario montare opere provvisionali come ponteggi e impalcature e disporre dei vari DPI, in modo da proteggere i lavoratori dal rischio di caduta dall'alto.
Dopo la realizzazione dell'involucro della struttura, si passa alla realizzazione delle finiture, che comprende la posa dei pavimenti, la tinteggiatura delle pareti e l'installazione di rivestimenti.

### Collaudo e consegna dei lavori
Una volta terminati i lavori, si effettuano una serie di collaudi sugli impianti e una verifica generale della qualità delle strutture per garantire che tutto funzioni correttamente, rispettando le normative. Al termine dei controlli, l'opera viene consegnata al committente, con il rilascio di certificati di collaudo e di eventuali certificazioni energetiche, sulla base dei termini stabiliti nel contratto per l'affidamento dei lavori. 
Dopo la consegna, l'edificio entra nella fase di gestione e manutenzione. In questa fase si eseguono interventi di manutenzione ordinaria per garantire il buon funzionamento degli impianti e la conservazione delle strutture. Si possono anche prevedere interventi di manutenzione straordinaria, come riparazioni o adeguamenti, che possono essere necessari nel corso degli anni. La gestione dell'opera in questa fase deve avvenire sulla base indicativa del fascicolo con le caratteristiche dell'opera, redatto dal CSP. Quest'ultimo è tenuto a trasmette il documento al committente, che nel caso di lavori successivi, potrà informare le ditte affidatarie dei rischi e delle misure di sicurezza presenti sul luogo.

### Chiusura e smantellamento del cantiere
La fase finale del cantiere prevede il completamento delle operazioni di smontaggio delle attrezzature utilizzate durante i lavori, la pulizia dell'area e il suo ripristino. Se l'intervento è stato realizzato in un'area urbana, è fondamentale che venga restituito in condizioni che non compromettano l'ambiente circostante. Vengono inoltre smaltiti i materiali di scarto e rifiuti, secondo le normative ambientali vigenti, con l'obiettivo di ridurre l'impatto ecologico dell'intero progetto.

## Normativa
Le normative che regolano la gestione e l'esecuzione dei cantieri edili sono numerose e comprendono quelle relative alla salute e sicurezza sul lavoro, alle considerazioni ambientali, alla pianificazione urbanistica, all'edilizia, ai codici degli appalti pubblici, ai contratti e a varie direttive europee.

### Normativa sulla Sicurezza e salute sul lavoro
La normativa sulla sicurezza dei cantieri, è regolamentata dal D.Lgs. 81/08, definito anche Testo Unico sulla sicurezza nei luoghi di lavoro, precisamente contenuta nel titolo IV inerente ai cantieri temporanei e mobili, che indica tutte le misure di prevenzione dagli infortuni nelle costruzioni e nei lavori in quota e le varie figure responsabili della sicurezza.

### Normativa ambientale
La normativa ambientale applicata al contesto dei cantieri viene regolamentata in Italia, dal d.lgs.152/2006, che specifica le tematiche riguardanti:
- la gestione dei rifiuti derivanti da demolizione, costruzione, manutenzione, terre e rocce da scavo;
- la gestione delle acque reflue e degli impianti fissi e mobili per lo smaltimento e recupero dei rifiuti;
- il conferimento dei rifiuti in discarica;
- il trasporto dei rifiuti in conto proprio e in conto terzi;
- lo smaltimento dei rifiuti contenenti amianto;
- la gestione dell’esercizio di attività di produzione, manipolazione, stoccaggio di materiali pulverulenti;
- la disciplina delle emissioni in atmosfera derivanti dagli impianti presenti in cantiere;
- la disciplina del rumore nelle attività temporanee;

### Normativa urbanistica ed edilizia
Le norme che regolano il progetto e la realizzazione di un'opera o di un cantiere rientrano nella branca del diritto amministrativo che prende il nome di diritto urbanistico, che regola la facoltà di edificare, utilizzare e trasformare il suolo secondo certi standard imposti dal D.P.R. 6 giugno 2001, n. 380. In particolare per le attività edilizie è necessario predisporre di titoli abilitativi in relazione al tipo di intervento da realizzare. Per nuove costruzioni o ampliamenti di edifici è necessario attendere il rilascio del Permesso di Costruire da parte del Comune d'appartenenza. Mentre per lavori riguardanti la manutenzione o il risanamento conservativo di strutture sono indicizzabili altri titoli come la S.C.I.A. o la C.I.L.A.

### Codice degli appalti pubblici e dei contratti
La normativa sui contratti di cantiere sono contenute all'interno del D.Lgs. 50/2016 (Codice degli appalti pubblici e dei contratti) che regola le relazioni tra i diversi soggetti coinvolti, come committenti, appaltatori, subappaltatori e lavoratori. L'obiettivo è garantire chiarezza, equità e rispetto delle responsabilità durante tutte le fasi di un progetto edilizio, dalla pianificazione iniziale fino alla consegna dell'opera.
Il contratto di appalto è il documento principale che disciplina l'esecuzione dei lavori. Si tratta di un accordo tra il committente, che richiede la realizzazione dell'opera, e l'appaltatore, che si impegna a eseguire i lavori secondo i termini concordati. Il contratto deve indicare chiaramente l'oggetto dei lavori, i materiali da utilizzare, le tecniche costruttive e gli standard qualitativi richiesti. Devono essere specificate le date di inizio e fine lavori, con eventuali penalità per ritardi non giustificati, l'importo dei lavori, i termini di pagamento e le modalità di calcolo di eventuali variazioni. L'appaltatore deve fornire garanzie sulla qualità dell'opera e sulla sua conformità ai progetti e alle normative vigenti. 
La normativa prevede che l'appaltatore possa delegare una parte dei lavori a uno o più subappaltatori, ma solo con l'autorizzazione del committente e nei limiti previsti dal contratto principale. Questo è regolato da leggi specifiche per garantire che anche i subappaltatori rispettino gli stessi standard di sicurezza, qualità e legalità. L'Autorità Nazionale Anticorruzione è un organo di vigilanza istituito col suddetto decreto, che opera proprio al fine di prevenire e contrastare le illegalità e la corruzione, per garantire l'efficienza e la qualità dei lavori. 
La normativa indica inoltre che il contratto principale deve indicare espressamente se il subappalto è ammesso e i subappaltatori devono essere selezionati tra imprese regolarmente iscritte negli albi professionali e in regola con le norme fiscali e previdenziali. L'appaltatore rimane responsabile della buona esecuzione dell'opera anche per le parti affidate in subappalto e della corretta definizione dei requisiti dell'opera, della consegna del sito e dei pagamenti. È anche tenuto a garantire che il progetto sia conforme alle leggi vigenti. 

### Normativa Europea e Internazionale
A livello europeo, esistono normative che stabiliscono requisiti minimi di sicurezza e salute sul lavoro, come le direttive europee in materia di sicurezza nei cantieri. A livello internazionale, anche l'Organizzazione Internazionale del Lavoro (OIL) promuove standard di sicurezza e diritti dei lavoratori.

## Sicurezza nei cantieri
In Italia, la sicurezza nei cantieri è regolata principalmente dal titolo IV del Decreto Legislativo 9 aprile 2008, n. 81.

### Figure responsabili della sicurezza
Secondo la normativa, il committente, che è il soggetto per conto del quale l'opera viene realizzata, ha l'obbligo di garantire che la sicurezza sia adeguatamente gestita in tutte le fasi del progetto. Ciò implica, tra l'altro, la nomina di due figure fondamentali:
- Il Coordinatore per la Sicurezza in fase di Progettazione (CSP): che redige il Piano di Sicurezza e Coordinamento (PSC), identificando e prevenendo i rischi per la sicurezza e salute dei lavoratori;
- Il Coordinatore per la Sicurezza in fase di Esecuzione (CSE): responsabile della fase di esecuzione dei lavori, che verifica e controlla che i lavoratori e le imprese assolvano i loro compiti nel rispetto delle norme di sicurezza;

Ogni impresa operante in cantiere, inoltre, deve redigere il proprio Piano Operativo di Sicurezza (POS) e il Piano di Montaggio, Uso e Smontaggio (PiMUS) relativo alle opere provvisionali.

### Misure di prevenzione e protezione
Le misure di prevenzione nei cantieri sono strumenti indispensabili per ridurre o eliminare i rischi associati alle attività lavorative. Queste misure devono essere pianificate, applicate e monitorate in tutte le fasi di un progetto.
La valutazione dei rischi rappresenta la parte principale della prevenzione. Prima di iniziare le attività, è necessario analizzare i pericoli specifici, come il rischio di caduta dall'alto o dal crollo delle strutture, per adottare misure adeguate, come ad esempio l'installazione di parapetti.
Un ruolo centrale è svolto dai dispositivi di protezione individuale (DPI), che devono essere forniti dal datore di lavoro e utilizzati correttamente dai lavoratori. È necessario sempre verificare che tutte le attrezzature utilizzate siano conformi ai requisiti previsti dalla legge e opportunamente provvisti della marcatura CE. Tra i DPI più comuni vi sono caschi di protezione, imbracature per il lavoro in quota, scarpe antinfortunistiche, guanti, occhiali protettivi, visiere, mascherine, cuffie protettive e tute.

### I ponteggi
I ponteggi ricadono nella categoria dei dispositivi di protezione collettiva, che riguardano l'insieme di precauzioni, apprestamenti e procedure che non proteggono solo il singolo lavoratore ma bensì più lavoratori insieme. Servono principalmente a ridurre specifici rischi connessi alla caduta dall'alto e sono costituiti da una struttura reticolare dotata di elementi portanti verticali, chiamati montanti e da intavolati orizzontali, che rappresentano il piano di calpestio utilizzato dai lavoratori per potersi spostare e operare liberamente. Le operazioni di montaggio e dI smontaggio di tali strutture devono essere eseguite da lavoratori che abbiano ricevuto una formazione adeguata e devono essere svolte secondo le indicazioni del Piano di Montaggio, Uso e Smontaggio. I ponteggi possono essere realizzati in legno o più comunemente in acciaio in tre diversi tipologie: a tubi e giunti, a telai prefabbricati o multidirezionali. Vi è l'obbligo di dotare la struttura di elementi parasassi in grado di intercettare la caduta del materiale dall'alto e di parapetti o qualsiasi altro dispositivo verticale anticaduta.

### La segnaletica
Anche la segnaletica rientra tra le diverse misure di sicurezza. Con queste è possibile comunicare e informare rapidamente ed efficacemente divieti, avvertimenti, ordini e indicazioni di emergenza ai lavoratori e ai terzi presenti nell'ambiente di lavoro. La segnaletica può comprendere un segnale di tipo luminoso o acustico, una comunicazione verbale, gestuale oppure la presenza di cartelli. I cartelli sono uno dei sistemi di segnaletica più utilizzati e sono caratterizzati da un apposito colore:
- giallo-arancio per i cartelli di pericolo
- rosso per i cartelli di divieto
- azzurro per i cartelli di prescrizione

In tutti cantieri vige l'obbligo di predisporre, in corrispondenza degli accessi, il cosiddetto cartello di cantiere, una tabella descrittiva dell'intervento, contenente tutti i dati indispensabili per individuare la concessione e i nominativi dei responsabili dei lavori.